# برتقال ثلاثي الأوراق
برتقال ثلاثي الأوراق (الاسم العلمي Citrus trifoliata) (اسم مرادف. Poncirus trifoliata)، هو عضو في فصيلة السذابية. هناك جدل حول تصنيف البرتقال ثلاثي الأوراق فإما يُنسب إلى جنسه الخاص، Poncirus، أو يُضمن في جنس الليمون (Citrus) . هذا النوع غير عادي بين الحمضيات لامتلاكه أوراقًا متساقطة ومركبة وثمارًا زغبية.
موطنها الأصلي شمال الصين وكوريا، وتُعرف أيضًا باسم البرتقال المر الياباني (كاراتشي)، أو البرتقال القوي أو البرتقال المر الصيني.
هو نبات حمضي شديدة التحمل للبرودة (منطقة الصلابة 6) وتتحمل الصقيع المعتدل والثلوج، وهي جنيبة كبيرة أو شجرة صغيرة يبلغ ارتفاعها من 4 إلى 8 أمتار (13 إلى 26 قدمًا). نظرًا لصلابة الحمضيات النسبية، فإن الحمضيات المطعمة على برتقال ثلاثي الأوراق تكون عادًة أكثر صلابة من تلك المزروعة على جذورها.

## الوصف
يمكن التعرف على البرتقال ثلاثي الأوراق من خلال الأشواك الكبيرة التي يبلغ طولها من 3 إلى 5 سم (1.2 إلى 2.0 بوصة) على البراعم، وأوراقه المتساقطة ذات ثلاث وريقات (أو نادرًا خمس وريقات)، وعادةً ما يبلغ طول الوريقة الوسطى من 3 إلى 5 سم (1.2 إلى 2.0 بوصة)، ويبلغ طول الوريقتين الجانبيتين من 2 إلى 3 سم (0.79 إلى 1.18 بوصة). زهوره بيضاء اللون، ذات أسدية وردية اللون، يبلغ قطرها من 3 إلى 5 سم (1.2 إلى 2.0 بوصة)، وهي أكبر من أزهار الحمضيات الحقيقية ولكنها تشبهها بشدة، باستثناء رائحتها أقل فوحًا بكثير من الحمضيات الحقيقية. وكما هو الحال مع الحمضيات الحقيقية، تنبعث من الأوراق رائحة حَرافَة عند سحقها.
ثمارها خضراء اللون، عند نضوجها تتحول إلى صفراء اللون، ويبلغ قطرها 3-4 سم (1.2-1.6 بوصة) وهي مماثلة لحجم ليمونة وتشبه البرتقالة الصغيرة، ولكن بسطح ناعم وقوام زغبي يشبه الخوخ. الثمار لها أيضًا رائحة مميزة عن أصناف الحمضيات الأخرى وغالبًا ما تحتوي على تركيز عالٍ من البذور.

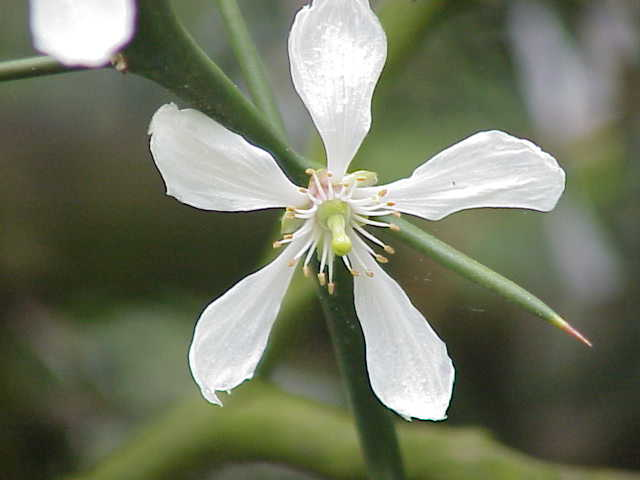
الزهرة
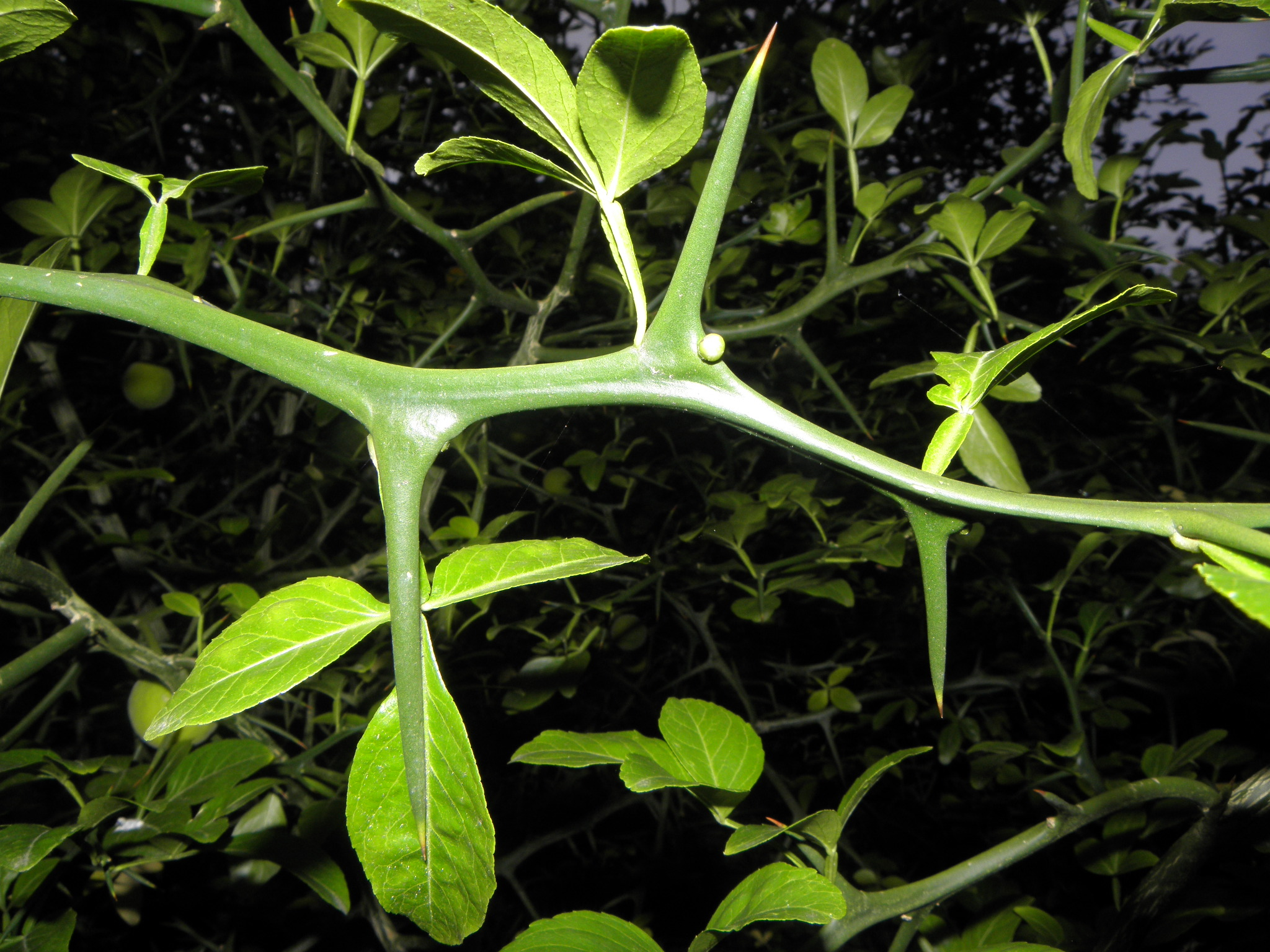
الأوراق والأشواك
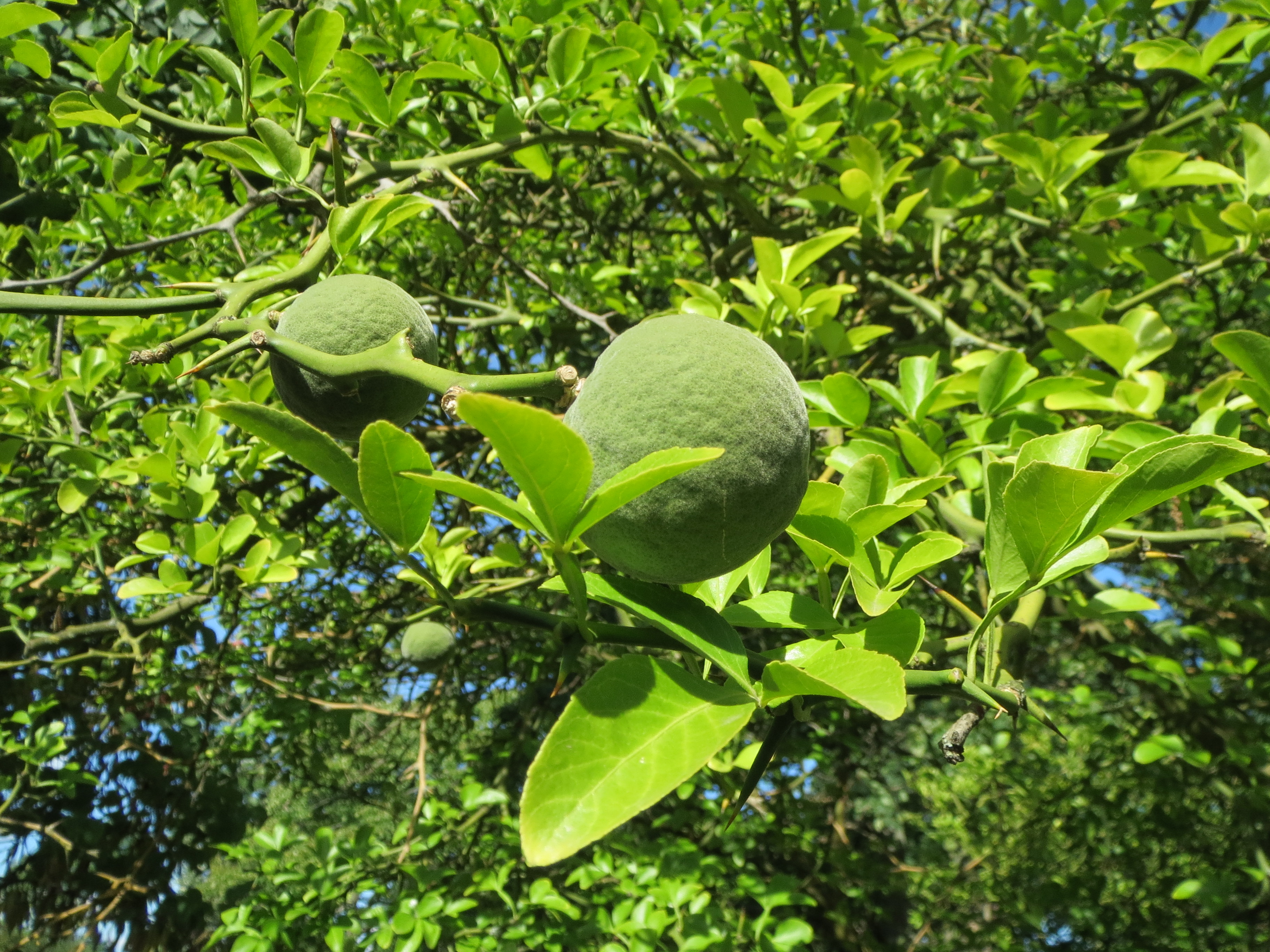
الثمار الخضراء
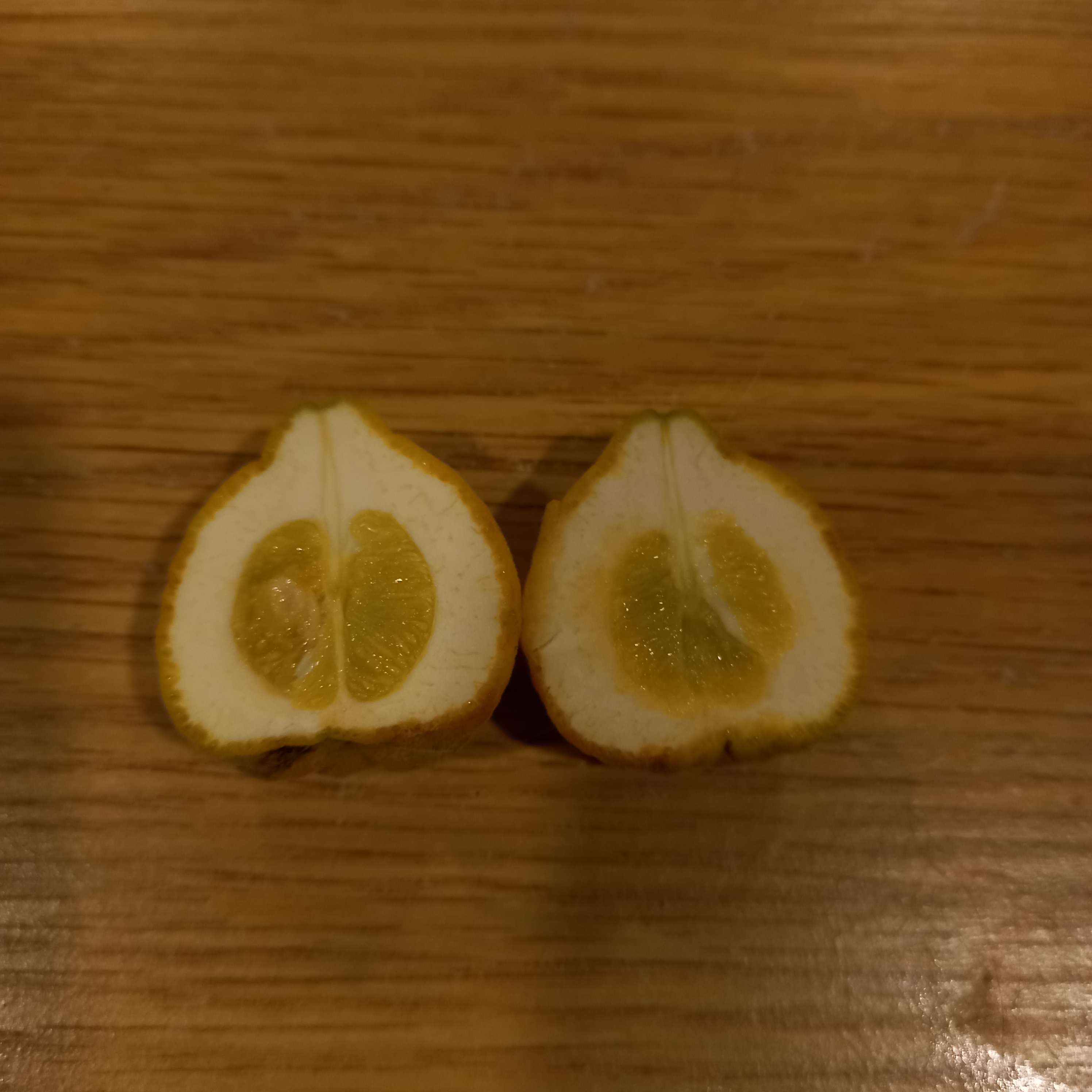
ثمرة مشطورة

## الاستخدامات

### المستنبت
المستنبت 'التنين الطائر، Flying Dragon' قزم الحجم، وله سيقان ملتوية للغاية، وأشواك أقوى من النوع. إنهُ يشكل سياجًا حاجزًا ممتازًا بسبب كثافته وأشواكه المنحنية القوية. زُرعة مثل هذه السياجات لأكثر من 50 عامًا في جامعة ولاية أوكلاهوما في ستيلووتر، وهي آمنة للغاية للطلاب. كما أن النبات مقاوم للغاية للغزلان. في وسط لندن، يمكن رؤية عينات ناضجة من البرتقال ثلاثي الأوراق في حدائق كاتدرائية القديس بولس.
يُستخدم البرتقال ثلاثي الأوراق والعديد من الهجائن المختلفة من هذا النبات على نطاق واسع طعوم جذرية للحمضيات، وتُقدر لمقاومتها للبرد وفيروس تريستيزا وفطر لفحة التبغ طفيلي (تعفن الجذور).
كشفت دراسات حديثة أن البرتقال ثلاثي الأوراق يحتوي على مادة الأورابتين بتركيز عالٍ، وهي أحد المكونات الوظيفية التي تتمتع بمناعة ضد فيروس تريستيزا الحمضيات (CTV).

### طعام
الثمار مرة جدًا، ويرجع ذلك جزئيًا إلى محتواها من مادة البونسيرين. يعتبرها معظم الناس غير صالحة للأكل طازجة، ولكن يمكن تحويلها إلى مربى. عند تجفيفها وطحنها، يمكن استخدامها توابل.

### الطب التقليدي
تُستخدم ثمار البرتقال الثلاثي الأوراق على نطاق واسع في التقاليد الطبية في شرق آسيا لعلاج الالتهابات التحسسية.

## التصنيف
كان البرتقال ثلاثي الأوراق يُعتبر تاريخيًا عضوًا في جنس الحمضيات (الليمون) حتى نقله والتر سوينغل (1871 - 1952) في عام 1943 إلى جنسه الجديد، بونسيروس (Poncirus)، استنادًا إلى وريقاته الثلاثية النفضية التي تختلف عن الحمضيات الأخرى، كجزء من إعادة تصنيف أكبر قُسمت الحمضيات التاريخية إلى سبعة أجناس. ومع ذلك، أعاد ديفيد مابيرلي وديانشيانج تشانج توحيد جميع أجناس سوينغل الجديدة في الحمضيات في عام 2008. أظهر التحليل التطوري المبكر لصانعات برتقال ثلاثي الأوراق إلى تداخل بونسيروس داخل الحمضيات، بما يتوافق كونهم جنس واحد، لكن تحليل تسلسل الجينوم النووي الذي أُجري بواسطة وو وآخرون أظهر أن جينومه هو الأكثر تباعدًا ومختلفًا بما يكفي لتبرير الاحتفاظ ببونسيروس كجنس منفصل. ولتفسير الصراع بين تحليل الصانعة والتحليل الجينومي النووي، فقد ظهرت تكهنات تفيد بأن البرتقال ثلاثي الأوراق هو على الأرجح إما نسل هجين قديم بين الحمضيات الأساسية وقريب غير محدد أكثر بعدًا، أو أنه في وقت ما في تاريخه اكتسب جينوم cpDNA مدمجًا من نوع آخر. يشير أوليتراولت وكورك وكروجر إلى أن غالبية البيانات تتفق مع الحمضيات الموسعة التي تتضمن البرتقال ثلاثي الأوراق، على الرغم من اعترافهم بأن العديد من علماء النبات ما زالوا يتبعون سوينغل.
توجد تقارير عن نوع ثانٍ من البرتقال ثلاثي الأوراق الأصلي في يونان (الصين) وسُمي Poncirus polyandra. إذا ضُمن Poncirus في الحمضيات، لم تعد تسمية C. polyandra صالحة، فقد أُقترح اسم Citrus polytrifolia. استنتج Zhang وMabberley أن هذا الصنف من يونان من المحتمل أن يكون هجينًا بين البرتقال ثلاثي الأوراق وحمضيات أخرى. لكن التحليل الجينومي الأخير لـ P. polyandra أظهر مستويات منخفضة من التباين الزيجوتي، على عكس ما قد يتوقعه المرء من نبات هجين. وقد حدد هذا التحليل تاريخ انحرافه عن P. trifoliata منذ حوالي 2.82 مليون سنة.
لا يتزاوج البرتقال ثلاثي الأوراق بشكل طبيعي مع أنواع الحمضيات الأساسية بسبب أوقات الإزهار المختلفة، ولكن تم إنتاج هجائن بشكل مصطنع بين البرتقال ثلاثي الأوراق والحمضيات الأخرى. في نظام سوينغل، حيث يوضع البرتقال ثلاثي الأوراق في جنس Poncirus، صيغ اسم جنس هجين لهذه التهجينات داخل الجنس، "× Citroncirus". أبرزها هي citrange، وهو تهجين بين البرتقال ثلاثي الأوراق والبرتقال الحلو، وcitrumelo، وهو هجين من البرتقال ثلاثي الأوراق وليمون هندي "Duncan". إن وضع البرتقال ثلاثي الأوراق في جنس الحمضيات يعني أن هذه الهجائن لن تكون بَيْجِنسِيّ بعد الآن، بل هجائن داخل الحمضيات. أظهر التحليل الجينومي لعدد من هذه الهجائن أنها كلها مشتقة من P. trifoliata وليس P. polyandra.